# Miren Azkarate
Pour les articles homonymes, voir Azkarate.
Miren Azkarate Villar, née le 27 novembre 1955 à Saint-Sébastien, est une philologue, écrivain, femme politique et académicienne basque espagnole de langue basque et espagnole. En 1992, Miren Azkarate est la première femme à être membre de l'Euskaltzaindia ou Académie de la langue basque.

## Biographie
Miren Azkarate obtient un diplôme en philosophie et en littérature à l'université de Deusto, puis un doctorat en philologie basque à l'université du Pays basque. Elle est ensuite professeur de 1978 à 1988 à la faculté de philologie de l'université de Deusto, au campus de Saint-Sébastien, et où elle enseigne la lexicologie et l'analyse morphosyntaxique. En 1988, elle accède à un poste de professeur à l'université du Pays basque en philologie basque. Catedrática ou professeur titulaire d'une chaire en morphologie et en syntaxe, elle participe à plusieurs études, conférences et autres publications.
Elle est mariée et a deux filles. Membre titulaire depuis 1992 de l'Académie de la langue basque, elle est, de 1995 à 2000, consultante titulaire et membre de la commission de grammaire et du basque unifié (Euskara batua).
De 1996 à 1997, Miren Azkarate est vice-recteur de la section basque à l'université du Pays basque, et ce, au côté de Pello Salaburu qui en est le recteur. Ensuite, de 1997 à 2000, elle est vice-présidente des enseignants et enseignantes.
En juillet 2001, elle est ministre de la Culture du Gouvernement basque, et en janvier 2004, le porte-parole du gouvernement.
« Maite Zaitut Miren Azkarate »
En tant que ministre de la Culture, Miren Azkarate fait l'objet d'une chanson satirique composée par le groupe Ze Estaek !. Ce dernier y dénonce une subvention donnée au musicien Kepa Junkera. Les paroles sont sur un ton ironique très accrocheur, avec une mélodie de Junkera Kepa, ayant pour titre Maite Zaitut Miren Azkarate qui signifie en basque « Je t'aime Miren Azkarate ». Il n'y a que 3 phrases : « Je t'aime Miren Azkarate, je t'aime Miren Azkarate. Je veux être votre amant. Pour  700 000€. »